# Monument aux morts de Nîmes
Le monument aux morts de Nîmes (Gard, France) est consacré aux soldats de la commune morts lors des conflits du XXe siècle.

## Caractéristiques
Le monument est érigé dans le centre de Nîmes, sur la square du Onze-Novembre-1918, non loin des arènes. Il est constitué d'une crypte à ciel ouvert, circulaire, comportant un portique d'entrée encadré de deux colonnes supportant chacune un haut-relief : à gauche, la Patrie victorieuse, à droite, la ville de Nîmes. Le portique est clot par une grille en fer forgé.
Le sol de la crypte est recouvert d'une mosaïque mentionnant certaines batailles de la Première Guerre mondiale. Sur le pourtour, les noms des soldats nîmois ayant perdu la vie lors des conflits : 2 083 pour la Première Guerre mondiale, 2 au Levant, 210 pour la Seconde Guerre mondiale, 7 en Indochine, 54 en Algérie, 1 sur les théâtres d'opérations extérieurs.
Le monument, en calcaire, mesure environ 7 m de hauteur.

## Histoire
Les travaux du monument débutent le 29 avril 1923, à l'emplacement d'un monument à Paul Soleillet, déplacé à cette occasion. L'architecture est réalisée par Henri Castan, la sculpture par Auguste Carli. Le monument est inauguré le 13 octobre 1924.
Le monument aux morts est inscrit au titre des monuments historiques le 18 octobre 2018. Il fait partie d'un ensemble de 42 monuments aux morts de la région Occitanie protégés à cette date pour leur valeur architecturale, artistique ou historique.